# Оугълторп (окръг, Джорджия)
Окръг Оугълторп (на английски: Oglethorpe County) е окръг в щата Джорджия, Съединените американски щати.
Площта му е 1145 km², а населението – 12 635 души (2000). Административен център е град Лексингтън.